# Уиллес, Кристин
Кристин Уиллес (англ. Christine Willes) — канадская телевизионная актриса, получившая широкую известность благодаря ролям Дэлорес Хёрбиг в телесериала «Мёртвые, как я» кабельного канала «Showtime», адского демона Глэдис в сериале «Жнец» канала The CW и комикс-злодейки Доброй бабули в «Тайнах Смолвиля».

## Биография
Актриса родилась на Западном побережье Канады.
С 1971 по 1975 год училась в Университете Альберты и окончила его со степенью по изящным искусствам отделения актёрского ремесла; с 2001 по 2002 год училась в Университете Британской Колумбии по специальности преподаватель актёрского мастерства, а с 2011 по 2013 год обучалась в «Университете Виктории» на отделении режиссуры и театральных постановок — по окончании периода обучения актриса будет обладать степенью по изящным искусствам.
У Кристин есть двое детей.

## Карьера
Кроме упомянутых ролей, стоит отметить роль агента Карен И. Коссефф в культовом сериале «Секретные материалы». Появилась в небольшой роли в фильме «Сладость или гадость» с Анной Пакуин в главной роли. В марте 2011 года появилась на большом экране в роли мадам Лазар в триллере «Красная шапочка» Кэтрин Хардвик.
В 2012 году снялась в сериале «Доктор Эмили Оуэнс» в роли медсестры скорой помощи — хотя у её героини нет имени, персонаж появился в восьми эпизодах из 13 отснятых.

## Награды и номинации
В 2008 году актриса была номинирована на премию «Leo Award» за исполнение роли Глэдис в сериале «Жнец».
Кристин является обладательницей трёх театральных премий имени Джесси Ричардсона за участие в постановке «Мужчина-неожиданность» (англ. The Unexpected Man) Жасмины Реза. В августе 2008 года поставила пьесу «Метаморфозы» в театре «Пасифик» и сыграла Клару Эпп в пьесе Герра Бэкмена «Люди», поставленной Салли Стабб в 2010 году театром «Touchstone».

## Фильмография

### Кино
| Год  |   | Русское название  | Оригинальное название | Роль               |
| ---- | - | ----------------- | --------------------- | ------------------ |
| 2011 | ф | Запрещённый приём | Sucker Punch          | Медсестра/Дизайнер |
| 2011 | ф | Красная шапочка   | Red Riding Hood       | Мадам Лазар        |
| 2007 | ф | Кошелек или жизнь | Trick 'r Treat        | Миссис Хэндерсон   |
| 2006 | ф | Плетённый человек | The Wicker Man        | Сестра Виолета     |

### Телевидение
| Год       |    | Русское название                   | Оригинальное название          | Роль                    |
| --------- | -- | ---------------------------------- | ------------------------------ | ----------------------- |
| 1989      | с  | Джамп-стрит, 21                    | 21 Jump Street                 | Медсестра               |
| 1995—1997 | с  | Секретные материалы                | The X-Files                    | Агент Карен Коссефф     |
| 1997      | с  | За гранью возможного               | The Outer Limits               | н/д                     |
| 1998—1999 | с  | Дорогая, я уменьшил детей          | Honey, I Shrunk The Kids       | Миссис Готтерамердинг   |
| 1998—1999 | с  | Мёрси-пойнт                        | Mercy Point                    | н/д                     |
| 1999      | с  | Остров надежды                     | Hope Island                    | Миссис Сальво           |
| 1999      | с  | Купидон                            | Cupid                          | Доктор                  |
| 2001      | с  | Так странно                        | So Weird                       | Официантка              |
| 2002      | с  | Тёмный ангел                       | The Dark Angel                 | Женщина в церкви        |
| 2003—2004 | с  | Мёртвые, как я                     | Dead Like Me                   | Дэлорес Хёрбиг          |
| 2004      | с  | Королевский госпиталь              | Kingdom Hospital               | Эмма Уорбортон          |
| 2006      | с  | Ясновидец                          | Psych                          | Мисс Фут                |
| 2007      | тф | Мёртвые, как я: Жизнь после смерти | Dead Like Me: Life After Death | Дэлорэс Хёрбиг          |
| 2007      | с  | Флеш Гордон                        | Flash Gordon                   | Иди Аткинс              |
| 2007—2009 | с  | Жнец                               | The Reaper                     | Глэдис                  |
| 2009      | тф | Войны в женской общаге             | Sorority Wars                  | Мэри Ли Сноу            |
| 2009      | с  | Хорошая жена                       | The Good Wife                  | Лэйни                   |
| 2009      | с  | Притяжению вопреки                 | Defying Gravity                | Доктор Грир             |
| 2010—2011 | с  | Тайны Смолвиля                     | Smallville                     | Добрая бабуля           |
| 2011      | с  | Под защитой                        | InSecurity                     | Мать Алекс              |
| 2011      | с  | Адские кошки                       | Hellcats                       | —                       |
| 2012—2013 | с  | Доктор Эмили Оуэнс                 | Emily Owens M.D.               | Медсестра скорой помощи |